# Jireel
Jireel Lavia Pereira, född 29 mars 2000 i Cacuaco, Angola, är en svensk rappare.
Jireel har nio syskon och är uppvuxen i Rågsved, en förort till Stockholm. År 2015 uppträdde han på ett kollo i Bromma där artisten Pato Pooh arbetade. Skivbolaget Nivy letade just då nya artister och bokade in ett möte med Kristian Riffo, numera Jireels manager, och Jeff Roman, numera Jireels producent. I november samma år debuterade han med låten "Här & Nu" och släppte år 2017 albumet Jettad. Jireel har haft framgångar med singlarna "Cataleya", där han rappar på både svenska och portugisiska, och "Snap". Hans musik hör till genren trap och texterna handlar vanligtvis om hans vardag och hur det är att vara ungdom idag. Jireel har även samarbetat med artister som Hov1 och Dani M.
Inför P3 Guld 2017 nominerades han i kategorin Årets hiphop/soul. Påföljande år utsågs han till Årets artist. Vid Grammisgalan 2018 utsågs han till Årets nykomling. Han nominerades även i kategorierna Årets hiphop/soul, Årets textförfattare för sina insatser på Stors album Under broarna och Årets låt för sitt arbete med Lamix låt "Hey baby". Vid Grammisgalan 2019 vann han i kategorin Årets hiphop.
År 2020 gjorde SVT Edit en kortdokumentär om Jireel kallad Jireel – efter genombrottet. Dokumentären skildrar hans uppväxt i Rågsved och vägen fram till genombrottet som rappare.
Vid sidan av musiken studerade han ekonomiprogrammet på Kärrtorps gymnasium.
2023 medverkade han i SVT-serien När hiphop tog över.
2023 deltog han i SVTs underhållningsprogram Songland.
Jireel medverkade i femte säsongen av SVTs musikprogram ”Tack för musiken” som visades den 26 juli 2024.

## Diskografi i urval
Album
- 2017 – Jettad
- 2018 – 18
- 2020 – Sex Känslor
- 2021 – 1953
- 2022 – MOTY

EP
- 2019 – NITTON

Singlar
- 2015 – "Här & Nu"
- 2016 – "Som mig"
- 2016 – "Langa luren"
- 2016 – "Driftig"
- 2017 – "Dash"
- 2017 – "Tagga"
- 2017 – "Man of the Year"
- 2017 – "Trender"
- 2018 – "Força"
- 2018 – "Woh"
- 2018 – "Fast"
- 2018 – "Peligrosa"
- 2019 – "Alla mina"
- 2019 – "Svårt"
- 2019 – "Wikipedia"
- 2019 – "Främling"

| Titel                                       | År   | Datum          | Album | på YouTube |
| ------------------------------------------- | ---- | -------------- | ----- | ---------- |
| ''En Stund'' - Spotify Studio 100 Recording | 2021 | 8 januari 2021 | 1953  |            |
| ''Vackert''                                 | 2021 | 8 januari 2021 |       |            |
| ''Mexico'', Jireel & Yasin                  | 2021 | 8 januari 2021 |       |            |
| ''Tankarna''                                | 2021 | 8 januari 2021 |       |            |
| ''Regnet Faller''                           | 2021 | 8 januari 2021 |       |            |
| ''Likadan''                                 | 2021 | 8 januari 2021 |       |            |
| ''Förebild''                                | 2021 | 8 januari 2021 |       |            |
| ''Söndag''                                  | 2021 | 8 januari 2021 |       |            |